# Pale Moon

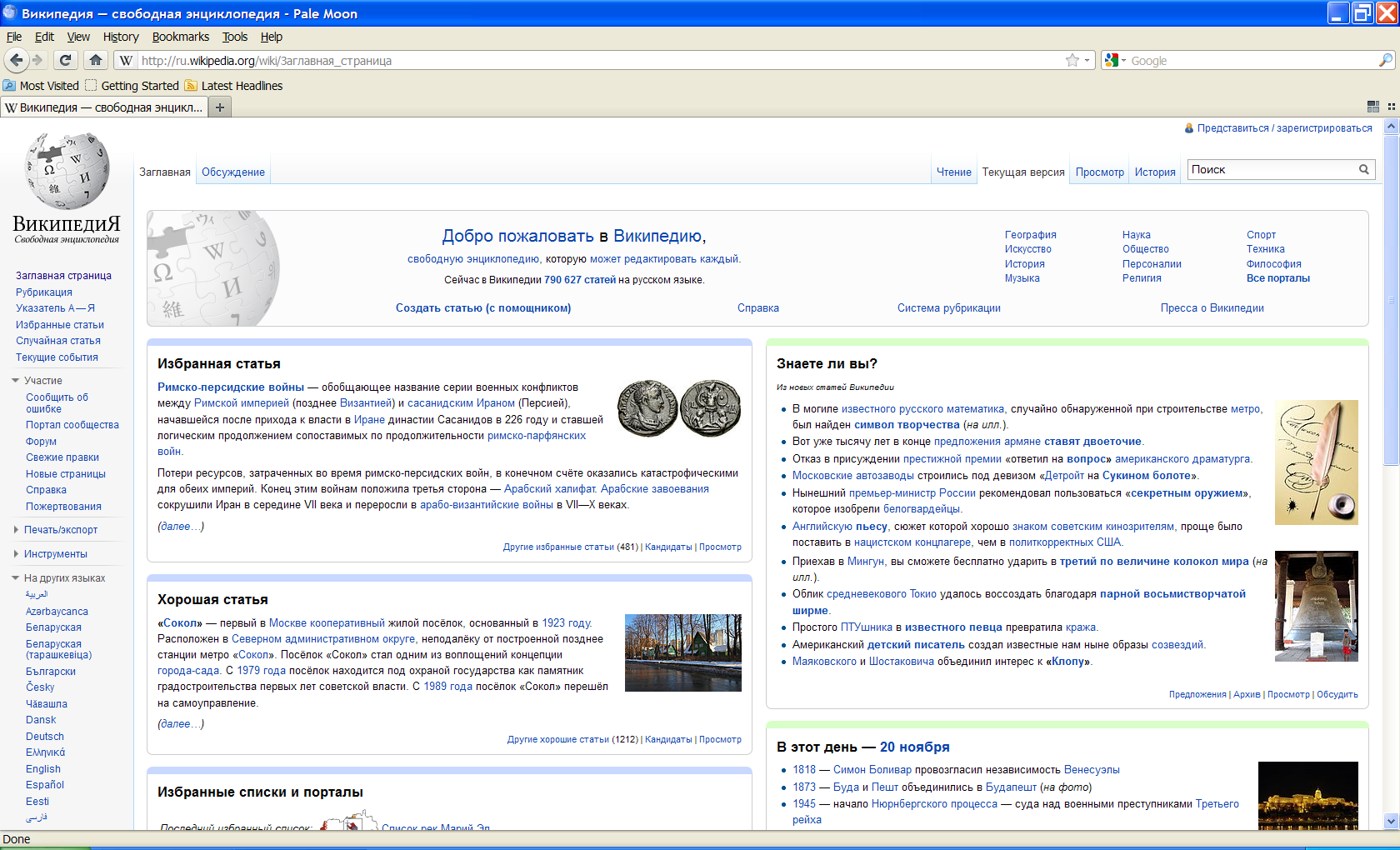
Captură de ecran

Pale Moon este un browser web bazat pe Mozilla Firefox. Acesta este disponibil pentru platformele Windows și este distribuit de către M.C. Straver.  Este disponibil gratuit ca sursă deschisă. Moon Pale se bazează pe Firefox și este optimizat pentru eficiența codului și vizează microprocesoare actuale și moderne. Majoritatea extensiilor Firefox disponibile și plugin-urile sunt compatibile cu Pale Moon.